# Sveg
Sveg est une localité suédoise, siège de la commune de Härjedalen.